# Cruceta

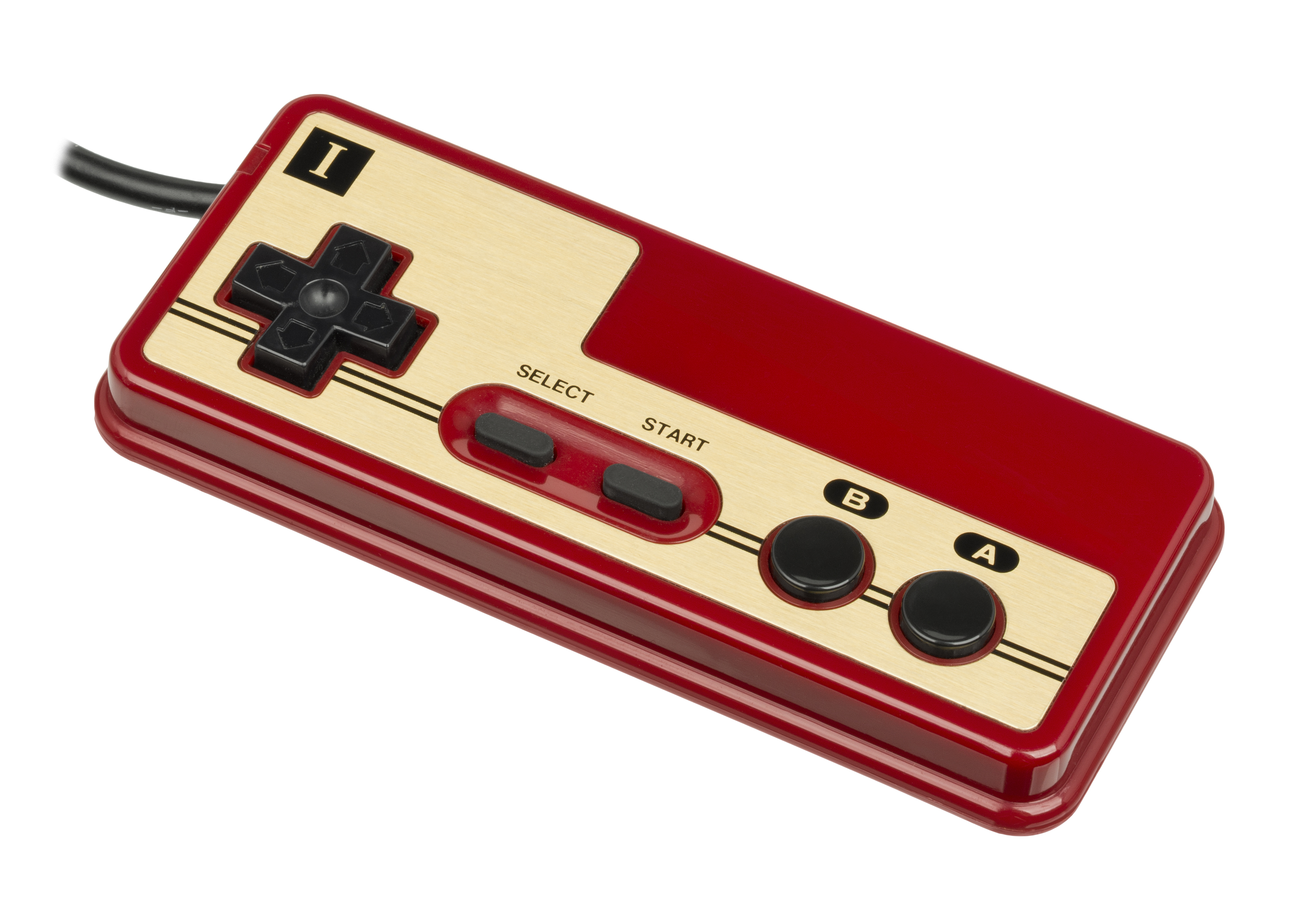
Un controlador de Famicom. La cruceta (en forma de cruz a la izquierda) se popularizó en Japón y posteriormente en Occidente con Nintendo Entertainment System.

La cruceta (también conocida como pad direccional o D-Pad) es un control direccional plano de cuatro direcciones, usualmente manejado por el pulgar con un botón en cada punto, que se encuentra en casi todos los mandos de las consolas de videojuegos modernas, en los controladores de videojuegos, en los controles remotos de algunos TV y reproductores de DVD, y teléfonos inteligentes. Al igual que los joystick de los primeros videojuegos, la gran mayoría de las crucetas son digitales; en otras palabras, solo se pueden usar las direcciones provistas en los botones de la cruceta, sin valores intermedios. Sin embargo, las combinaciones de dos direcciones (arriba e izquierda, por ejemplo) proporcionan diagonales y muchas crucetas modernas pueden usarse para proporcionar una entrada de ocho direcciones, si corresponde.
Aunque las crucetas ofrecen menos flexibilidad que las palancas analógicas, se pueden manipular fácilmente (requieren poco movimiento del pulgar) con una precisión muy alta. También son mucho menos exigentes en mantenimiento y no sobresalen mucho del controlador, lo que los hace ideales para consolas portátiles como la Game Boy, Nintendo DS y PlayStation Portable.

## Historia

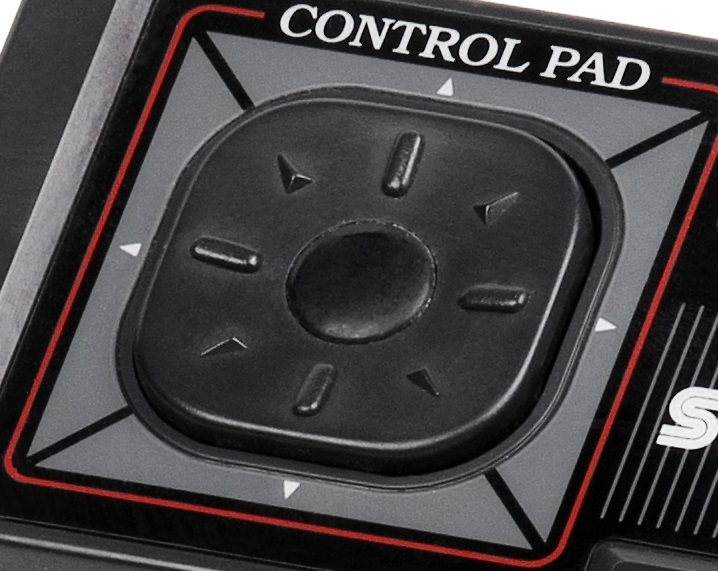
Cruceta de la Master System que proporciona botones de ocho direcciones.

Un precursor de la cruceta fueron los cuatro botones direccionales utilizados en los videojuegos de arcade como Blockade (1976) y Vanguard (1981). Un precursor de la cruceta estándar en una consola de videojuegos fue utilizado en el Intellivision, que fue lanzado por Mattel Electronics en 1980. El controlador único de Intellivision presentó la primera alternativa a una palanca de mando en una consola doméstica, un pad circular que permitía 16 direcciones de movimiento presionándolo con el pulgar. Un precursor de la cruceta también apareció en el sistema portátil "Select A Game" de Entex; mostraba botones de direcciones izquierda, derecha, arriba y abajo sin conexión, alineados a la izquierda de una fila de botones de acción. Botones de dirección similares también se usaron en el Atari Game Brain, el precursor inédito del Atari 2600, y en algunas consolas dedicadas antiguas como la VideoMaster Star Chess. Un controlador similar a la cruceta apareció en 1981 en un sistema de videojuegos portátiles: Cosmic Hunter en Microvision de Milton Bradley; se jugaba usando el pulgar para manipular el personaje en pantalla en una de las cuatro direcciones.

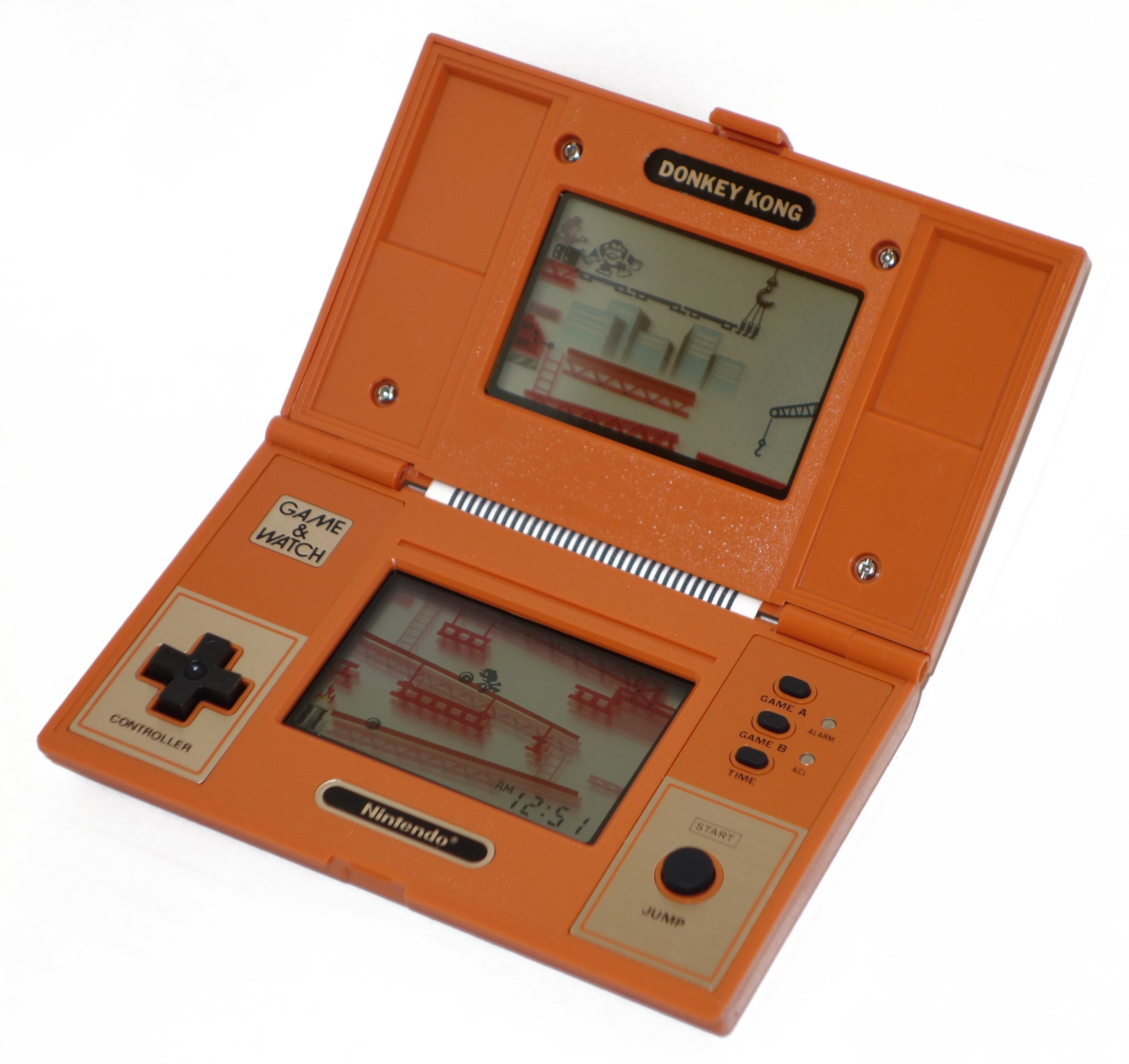
Game & Watch de Donkey Kong, primera vez que Nintendo uso la cruceta.

El conocido diseño en forma de cruz de Nintendo fue desarrollado en 1982 por Gunpei Yokoi para su videojuego portátil Donkey Kong. El diseño demostró ser popular para los títulos posteriores de Game & Watch, aunque el estilo previamente introducido de los botones de la cruceta no conectados se utilizó en varios títulos posteriores de Game & Watch, incluido el videojuego LCD Super Mario Bros. Este diseño particular fue patentado y luego obtuvo un Premio Emmy en Tecnología e Ingeniería. En 1984, la compañía japonesa Epoch creó un sistema de videojuegos portátil llamado Epoch Game Pocket Computer. Presentaba una cruceta, pero no fue popular para su época y pronto se desvaneció.
La cruceta fue inicialmente pensada para ser un controlador compacto para los videojuegos portátiles Game & Watch junto con el anterior estilo de los botones no conectados, pero Nintendo se dio cuenta de que el diseño actualizado de Yokoi también sería apropiado para las consolas de sobremesa. Nintendo convirtió la cruceta en el control direccional estándar para el enormemente exitoso Famicom/NES bajo el nombre "+Control Pad". Todas las consolas de videojuegos más importantes han tenido una cruceta de alguna forma en sus controladores, hasta la Nintendo Switch en 2017, que utilizó el diseño anterior de cuatro botones en su controlador Joy-Con. Para evitar infringir la patente de Nintendo, la mayoría de los fabricantes de controladores usan una cruz en forma de círculo para la cruceta. Sega acuñó el término "botón D" para describir la cruceta, usando el término al describir los controladores de Mega Drive en los manuales de instrucciones y otras publicaciones. Los videojuegos de Arcade, sin embargo, han continuado usando palancas de mando.

## Consolas con crucetas
| - 1978 - Atari Video Computer System / Atari 2600 - 1983 - NES/Famicom - 1984 - Sega SG-1000 Mark II - 1984 - Atari 7800 (Las crucetas del 7800 se incluyeron en los modelos que se vendieron en Europa y Australia) - 1985 - Sega Master System - 1987 - TurboGrafx-16/PC Engine - 1988 - Sega Mega Drive/Genesis - 1990 - Super NES/Super Famicom - 1993 - 3DO Interactive Multiplayer - 1993 - Amiga CD32 - 1993 - Atari Jaguar - 1994 - Sega Saturn - 1994 - PlayStation - 199x - Famiclon (Polystation) - 1994 - PC-FX - 1995 - Virtual Boy (el control utilizó dos crucetas) - 1995 - Pippin - 1996 - Nintendo 64 - 1998 - Dreamcast - 2000 - PlayStation 2 - 2001 - Nintendo GameCube - 2001 - Xbox - 2005 - Xbox 360 - 2006 - PlayStation 3 - 2006 - Wii - 2009 - Zeebo - 2012 - Wii U - 2013 - Ouya - 2013 - Xbox One - 2013 - PlayStation 4 - 2017 - Nintendo Switch (Pro Controller) - 2020 - PlayStation 5 - 2020 - Xbox Series X/S | - 1981 - MicroVision (Cosmic Hunter) - 1981 - Tron Handheld https://www.handheldmuseum.com/Tomy/Tron.htm - 1982 - Game & Watch (Donkey Kong) - 1984 - Epoch Game Pocket Computer - 1989 - Línea Game Boy - 1989 - Atari Lynx - 1990 - Sega Game Gear - 1995 - Sega Nomad - 1998 - PocketStation - 2001 - GP32 - 2004 - Nintendo DS - 2004 - PSP - 2006 - Nintendo DS Lite - 2007 - PSP 3000 - 2008 - GP2X F200 - 2009 - Mi2 - 2009 - Nintendo DSi - 2009 - GP2X Wiz - 2009 - PSP Go - 2010 - Nintendo DSi XL - 2011 - Pandora - 2011 - Nintendo 3DS - 2011 - PlayStation Vita - 2013 - Nintendo 2DS - 2013 - Nvidia Shield - 2014 - New Nintendo 3DS - 2019 - Nintendo Switch Lite |

## Patentes
- Patente USPTO n.º 4687200 (expirada en 2005) - Nintendo's multi-directional switch (en inglés)